# رينيه كاسترو
رينيه كاسترو (بالإسبانية: René Castro Salazar)‏ هو سياسي كوستاريكي، ولد في 25 أغسطس 1957 في سانت لويس في الولايات المتحدة. حزبياً، نشط في حزب التحرير الوطني ‏.